# Le Vésinet
Le Vésinet è un comune francese di 16 676 abitanti situato nel dipartimento degli Yvelines nella regione dell'Île-de-France.
Il suo nome deriva dal latino visiniolium, luogo vicino e i suoi abitanti si chiamano Vésigondins, o Vésinettois.
Il comune, uno dei più ricchi della periferia occidentale di Parigi, è prevalentemente residenziale ed è noto per le sue abitazioni immerse nel verde e vicino a specchi d'acqua.

## Storia
Il comune di Le Vésinet fu creato il 31 maggio 1875 dal territorio di Chatou unito con una parte di quello di Croissy-sur-Seine e Le Pecq.

## Società

### Evoluzione demografica
Abitanti censiti

## Amministrazione

### Gemellaggi
- Oakwood, Ohio,  Stati Uniti
- Outremont (Quebec),  Canada
- Unterhaching,  Germania
- Worcester,  Regno Unito
- Hunter's Hill,  Australia